# 弗赖西内
弗赖西内（法語：Frayssinet，法語發音：[fʁɛsinɛ]）是法国洛特省的一个市镇，属于古尔东区。

## 地理
弗赖西内（44°39'44"N, 1°28'57"E）面积16.83 平方千米，位于法国奧克西塔尼大區洛特省，该省份为法国西南部内陆省份，北起顺时针与科雷兹省、康塔爾省、阿韦龙省、塔恩-加龙省、洛特-加龍省和多尔多涅省接壤。
与弗赖西内接壤的市镇（或旧市镇、城区）包括：拉莫特卡塞勒、蒙塔梅勒、圣沙马朗、圣日耳曼迪贝莱尔、克尔德科斯。

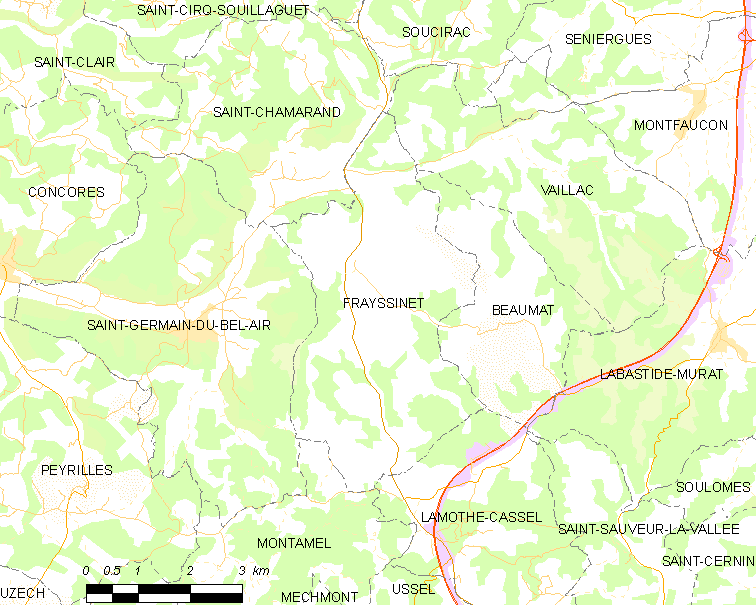
弗赖西内的OSM定位图

弗赖西内的时区为UTC+01:00、UTC+02:00（夏令时）。

## 行政
弗赖西内的邮政编码为46310，INSEE市镇编码为46113。

## 政治
弗赖西内所属的省级选区为科斯和布里亚讷县。

## 人口

1962-2008年间弗赖西内人口变化图示

弗赖西内于2022年1月1日时的人口数量为312人。